# Dolphin
Dolphin е файлов мениджър за KDE. Това е основното приложение за управление на файловете в KDE 4 и може да бъде инсталиран допълнително в KDE 3. Въпреки че е заменен като файлов мениджър за KDE 4, Konqueror е все още основният уеббраузър и може да бъде използван и като алтернативен файлов мениджър.

## Възможности
- Навигационен панел – всяка част от пътя (URL) може да се избере
- 3 изгледа (икони, списък и колони), запаметен за всяка директория (папка)
- Преглед на файл
- Разделяне на изгледа – за копиране и/или местене на файлове
- Network transparency – използва KDE's KIO slaves
- Връщане/Вършене повторно на действия
- Преименуване на много на брой избрани елементи в едно действие one step
- Интеграция с NEPOMUK